# Narodni park Pico da Neblina
Narodni park Pico da Neblina (portugalsko Parque Nacional do Pico da Neblina) je narodni park v zvezni državi Amazonas na severu Brazilije, ki meji na Venezuelo. Prekriva se z več avtohtonimi ozemlji, kar ustvarja napetosti glede rabe zemlje, kot tudi vojaška prisotnost zaradi mejne lokacije. Park vključuje delno poplavljeno nižino okoli reke Rio Negro in gore, ki vključujejo najvišji vrh Brazilije, po katerem je park dobil ime. Velika raznolikost fizičnih okolij podpira veliko biotsko raznovrstnost, vključno z več ogroženimi vrstami.

## Lokacija
Narodni park Pico da Neblina je razdeljen med občini São Gabriel da Cachoeira (29,21 %) in Santa Isabel do Rio Negro (70,79 %) v zvezni državi Amazonas. Ima površino 2.252.616,84 hektarjev. Do parka je mogoče dostopati s čolnom po rekah Igarapé Itamirim ali rekah Cauaburi in Sá. Lahko se ga doseže tudi z majhnim letalom iz Manausa.
Park na severu meji na narodni park Serranía de la Neblina v Venezueli. Na jugu jo omejuje reka Rio Negro. Park in domorodno ozemlje Balaio obdaja 36.900 hektarjev velik biološki rezervat Morro dos Seis Lagos, ustanovljen leta 1990. Park bi bil vključen v predlagani ekološki koridor Severne Amazonije.

## Zgodovina
Narodni park Pico da Neblina je na svetovni dan okolja, 5. junija 1979, ustanovil predsednik general João Figueiredo. Park je bil ustanovljen z odlokom 83.550 z ocenjeno površino 2.200.000 hektarjev za zaščito favne, flore in naravne lepote. Uvrščen je med zavarovana območja IUCN kategorije II (narodni park). Na priporočilo zveznega javnega ministrstva je bil park od leta 2003 zaprt za javnost zaradi nenadzorovanega turizma, ki je povzročal socialne posledice za prebivalce in okoljske probleme. Park upravlja Inštitut Chico Mendes za ohranjanje biotske raznovrstnosti (ICMBio).
Posvetovalni svet je bil ustanovljen z odlokom 75 z dne 25. junija 2012. Odločba zveznega sodišča, objavljena 20. julija 2012, je obravnavala projekt izgradnje lokalne ceste od km 112 avtoceste BR-307 do 5. posebnega voda obmejnih sil brazilske vojske s sedežem na območju blizu vasi Ariabu Indijancev Yanomami v Matucará, regija São Gabriel da Cachoeira. Sodišče je sklenilo, da ustava ne dovoljuje takšnega projekta brez predhodne študije o vplivu na okolje in odobritve zveznega javnega ministrstva, Brazilskega inštituta za okolje in obnovljive naravne vire (IBAMA) in FUNAI. Od aprila 2015 ni bilo načrta upravljanja.

## Površje
Park je v geološki provinci Zahodne Amazonije in je na severozahodni meji Gvajanskega kratona. Prevladujejo kristalinske kamnine Gvajanske planote, obstajajo pa tudi sedimentne kamnine skupine Roraima. Teren pokriva dele sedimentne planote Roraima, planote Amazonas-Orinoco in pediplana Rio Branco-Rio Negro.
Planota Roraima ima nadmorsko višino od 1200 do 3014 metrov in vključuje Pico da Neblina. Park vsebuje dva najvišja vrha v Braziliji, 3014 metrov Pico da Neblina ('Vrh oblaka') in 2992 metrov Pico 31 de Março. Yanomami imenujejo vrhove Yaripo in Masiripiwei.
Planota Amazonas-Orinoco je obsežno gorsko območje z nadmorsko višino od 600 do 2000 metrov in vključuje verige Padre, Marié Mirim in Imeri. Pediplan (v geologiji in geomorfologiji obsežna ravnica, ki nastane zaradi združevanja pedimentov) Rio Branco-Rio Negro je obsežna nižina z nadmorsko višino od 80 do 160 metrov, ki temelji na predkambrijskih kamninah gvajanskega kompleksa. Park odmakajo levi pritoki črne vode Rio Negro, vključno z rekami Demiti, Cauburis in Maraiuá.

## Ljudje
Velik del parka je tudi del avtohtonega ozemlja. Severni in vzhodni del parka pokrivata del domorodnega ozemlja Yanomami. Avtohtono ozemlje Yanomami vključuje približno 50 % parka. Park se na jugu prekriva z domorodnim ozemljem Médio Rio Negro II. Zahodni del parka obsega 93,73 % od 257.000 hektarjev domorodnega ozemlja Balaio, odobrenega leta 2009. Severozahod se prekriva z domorodnim ozemljem Cué-cué/Marabitanas. Na avtohtonih ozemljih je 46 skupnosti, vključno s pripadniki etničnih skupin Yanomami, Tucano, Tuyuca, Desano, Baniwa, Koripako, Carapanã, Baré, Tariana, Pira-tapuya, Yepamasã, Kobéwa in Warekena.
Prekrivanje povzroča težave zaradi nasprotujočih si zahtev upravljanja parka in avtohtone suverenosti. Ker je park na obmejnem območju, je prisotna vojska, kar tudi povzroča težave. Park trpi zaradi konfliktov, povezanih s prisotnostjo iskalcev zlata in ekstraktorjev lian, ki povzročajo nepopravljivo škodo. Na nekaterih območjih iskalci povzročajo onesnaženje z živim srebrom. Obstaja tudi nezakonito rudarjenje, sečnja in pridobivanje gozdnih proizvodov.
Inštitut Chico Mendes za ohranjanje biotske raznovrstnosti (ICMBio), Fundação Nacional do Índio (FUNAI: nacionalna indijska fundacija) in Associação Yanomami do Rio Cauaburi e Afluentes (AYRCA) so sodelovali pri ponovnem odprtju parka in organizaciji turistične dejavnosti, zlasti obiskov Pico da Neblina. Raziskovalci morajo pridobiti dovoljenje informacijskega in avtorizacijskega sistema ICMBio. Če raziskovalno območje vključuje avtohtono zemljo, mora pridobiti tudi odobritev FUNAI.

## Okolje
Povprečna letna količina padavin je 3500 do 4000 milimetrov, brez izrazitih mokrih ali suhih obdobij. Povprečne temperature so 26 °C in se gibljejo od 9 do 40 °C. Na najvišjih točkah lahko temperature padejo do 0 °C.
Park je v ekoregiji vlažnih gozdov Gvajanskega višavja. Ima veliko raznolikost vegetacijskih tvorb z različnimi endemičnimi in redkimi rastlinami. Prvi botaniki, ki so obiskali park, menijo, da je to eden od krajev z največjo biotsko raznovrstnostjo in endemizmom na planetu, vendar ni bilo podrobnih študij, ki bi to potrdile. Vrste vegetacije vključujejo campinarano (3 %), gost deževni gozd (35 %) in stik med campinarano in deževnim gozdom (62 %). Formacija vegetacije vključuje gozdove listavcev tropskih in subtropskih vlažnih gozdov, igapós in majhna območja campinarana. Podgorski gozdovi se povzpnejo na prve stopnje Gvajanske planote do približno 1000 metrov), sledijo jim gorski gozdovi. Lišaje in bromelijevke najdemo do 2000 metrov. Na mizastih planotah so tudi alpski travniki.
Pogosta drevesa v območjih z gostimi gozdovi so Caraioa taquari, Clusia columnaris in palma Mauritia flexuosa. Med najgostejše tvorbe sodijo še mikrofolis guianensis, licania membranacea, swartzia viridifolia, pouteria engleri, Qualea albiflora in Strocaryum mumbaca. Pogosta drevesa v odprtem gozdu so Humiria balsamifera, Eperua purpurea in vrsta kavčukovca Hevea rigidifolia. Druga drevesa v najbolj odprtih formacijah so Attalea racemosa, Pouteria guianensis in Caryocar glabrum. Območja campinarane vsebujejo: karanã (Mauritia carana), tamaquaré ali natalska sliva (Caraipa grandiflora) in pau-amarelo (Lissocarpa benthamii). Endemična flora vključuje Didymopanax plurispicatus, Hortia neblinensis, Casearia neblinae, Gustavia acuminata in Heliamphora neblinae.
Park je dom bogate favne, vključno z več ogroženimi vrstami. Primat črnoglavi uakari (Cacajao melanocephalus) je na tem območju še vedno pogost, čeprav je bil drugje njegov habitat zmanjšan, prav tako gvajanski petelin (Rupicola rupicola), majhna oranžna ptica, ki naseljuje gozdnata območja. Druge vrste so gozdni pes (Speothos venaticus), jaguar (Panthera onca), črni kragulji orel (Spizaetus tyrannus) in okrašeni orel jastreb (Spizaetus ornatus), južnoameriški tapir (Tapirus terrestris), vrste opic Titi, orjaški tukan (Ramphastos toco), črni kurasov (Crax alector) in sivokrili trobentač (Psophia crepitans). V parku najdemo ogroženo opico dolgodlaka brezpalčarka (Ateles belzebuth). Park je tudi dom Neblina uakari (Cacajao hosomi).